# 阿吾勒人民民主爱国党
阿吾勒人民民主爱国党（«Auyl» Halyqtyq-demokratialyq patriottyq partiasy），哈萨克斯坦共和国的一个政党。现任党主席是哈萨克斯坦参议院议员，农业问题、生态利用和农村发展委员会主席阿里·别克泰耶夫。

## 党名
该党全名为“阿吾勒人民民主爱国党”（中文中“阿吾勒”一般不加引号），也被简称为“阿吾勒党”，党名中的“阿吾勒”（Ауыл）在哈萨克语中意为“村”。中文中，该党也被称为“农村党”。哈萨克国际通讯社、新华社的部分报道中曾称该党为“‘阿吾勒’人民民主党”。

## 历史

### 2015年之前
2000年1月30日，阿吾勒农民社会民主党召开第一届代表大会，马吉利斯（会议下院）议员加尼·阿里莫维奇·卡利耶夫被选举为党主席。2000年3月30日，该党在哈萨克斯坦共和国司法部注册。创党之初，该党有1万多名党员，主要是农场工人和农场管理人员。该党的最高机关是代表大会，行政机关是政治委员会，工作机关是政治委员会政治局，监察机关是中央审计委员会。不久后，该党更名为阿吾勒哈萨克斯坦社会民主党。
该党提出加快哈萨克斯坦农工综合体发展，实施旨在社会民主化的社会经济政策，建立社会正义、形成市场经济以及影响农业生产优先领域发展的任务。该党的社会基础由农民、农业工人、农场管理人员和知识分子组成。在哈萨克斯坦阿斯塔纳和阿拉木图两个直辖市、14个州以及121个县设有委员会，共有783个基层组织。2002年7月15日，哈萨克斯坦共和国《政党法》通过，该党于2003年4月2日在根据该法在司法部重新登记。截至2003年，该党有8万多名党员。
阿吾勒哈萨克斯坦社会民主党在2004年哈萨克斯坦立法机构选举中获得82,523票，得票率1.7%，未能在马吉利斯获得席位。在2007年哈萨克斯坦立法机构选举中，阿吾勒党竞选主张聚焦于生活水平低的问题，指出农村地区的收入仅为平均水平的1/2至1/3，由此呼吁将每人的月收入增加超过30,000坚戈，从而使每个哈萨克斯坦人都能感受到完整的公民权，但该党在此次选举中仅获得1.51%的选票，未能达到7%的选举阈值，因而也就未能获得议席。
在哈萨克斯坦宣布提前举行2011年哈萨克斯坦总统选举后，该党中央办公厅主任加尼别克·纳吉莫托夫（Janibek Nagimetov）曾声称将推出候选人参选，但实际上后来并无该党候选人参与此次选举。
2011年12月2日，该党在阿斯塔纳举行的第8届非例行代表大会，共有120多名代表出席。此次大会选出了23名党员作为2012年议会选举的候选人，他们都属于文化人物、院士、科学家和农场主等。根据该党配准的竞选纲领，其主要任务是在农村开展住房、学校、医院、道路的建设和维修等基础设施建设的同时，为农村居民提供充足的食物和清洁饮用水。2011年12月10日，该党参选名单在中央选举委员会登记，共包括18人。2012年1月17日，第五届马吉利斯选举产生，该党得票率仅为1.19%，没能获得议席。随后，该党党主席加尼·卡利耶夫签署声明称，对选举结果没有感到意外，“每个人都知道，由国家领导人（努尔苏丹·纳扎尔巴耶夫）领导的执政党祖国之光将会获胜”。
2015年8月26日，在该党的第10届非例行代表大会上，阿里·别克泰耶夫取代加尼·卡利耶夫成为新任党主席。

### 2015年之后
2015年9月5日，阿吾勒党第11届非例行代表大会在阿斯塔纳举行，大会通过了哈萨克斯坦爱国者党关于两党合并的提议，重组为阿吾勒人民爱国民主党。根据阿吾勒党主席阿里·别克泰耶夫表示，两党合并的决定将促进他们的工作，更有效地解决他们支持者的问题，保护各级政府的普通哈萨克斯坦人的利益，并更有效地响应公民的需求。阿里·别克泰耶夫被选举为新党的党主席，而原爱国者党主席托林别克·加布迪拉希莫夫则成为阿吾勒党的第一副主席。2015年12月22日，哈萨克斯坦民族和睦大会与阿吾勒党签署合作备忘录，阿里·别克泰耶夫表示，团结、平等、创新作为该党的宗旨，与哈萨克斯坦民族和睦大会秉持众多共同的目标。
在2016年下议院选举期间，该党召开了其第12届非例行代表大会，大会公布了其19名候选人名单及“让我们回归农村传统”（Ауыл дәстяріне зайта оралайыз）的选举纲领，强调土地的有效利用。现代创新技术的运用不力，畜牧业新品种的开发等问题。该党还提出将各项贷款项目合并为“用于发展农业生产”一个。在此次选举中，该党表现较好，尽管没有获得席位，但获得了2.0%的得票率，位居第四名。选举结果公布后，该党主席阿里·别克泰耶夫称“选举是在平等的竞争中进行的。所有政党都有平等的机会进行宣传运动。”
2019年4月，阿吾勒党提名托留泰·拉赫姆别科夫为2019年总统选举候选人，为该党第一次提名总统候选人。拉赫姆别科夫上交所需材料，通过哈萨克语水平考试，支持者签名数量经核准达标后，中央选举委员会确认其符合规定，于5月6日正式登记其为总统候选人，并向其颁发了总统候选人证书。拉赫姆别科夫最终赢得3.04%的选票，排名第四。选举后不久，阿吾勒党高度赞赏了此次总统选举的公开性和竞争性。
2019年11月27日，该党在努尔苏丹（阿斯塔纳）举行第16届常务会议，会议讨论了其在2015-2019年所做的工作，以及农工综合体、社会领域、科学和生产等方面的问题。大会进行了党主席、政治局成员的选举，并对党章进行了修改和补充。
2020年8月26日，阿吾勒党与哈萨克斯坦农民协会代表举行会晤，就农业领域急需的技术、资金等需求的保障问题等进行讨论，并签署了合作备忘录。
2020年9月9日，该党召开第17届非例行代表大会，会议讨论了团结党提出的与阿吾勒党合并的提议，最终因大多数与会代表反对，此次合并提议被否决。根据关内什·塞季亚诺夫（Quanyş Setijanov）的说法，主要原因是团结党的政治活动较少，且其政纲多年以来缺乏变化，认为与团结党合并对提高阿吾勒党的知名度没有什么意义。随后，团结党主席赛利克·苏丹哈利尽管表示接受该决定，缺猛烈抨击了阿吾勒党。
为了应对2021年下议院选举，阿吾勒党于2020年11月18日召开第18届非例行代表大会。党主席阿里·别克泰耶夫指出农村生活质量低下，该党有必要进入议会以提出农村问题。该党提议向农业生产者提供年利率为2%的长期贷款，以增加农业产量。大会产生了参加议会选举的19名候选人的名单，其中包括记者、科学家、诗人和企业家等。在此次选举中，该党获得5.3%的选票，尽量优于之前的任何一届，但仍为突破7%的选举阈值，未能得到议席。根据出口民调，别克塔耶夫宣布承认此次选举的合法性，并称此次选举应有助于哈萨克斯坦的进一步发展和繁荣。在 2021年1月15日第7届议会开幕时，总统卡西姆若马尔特·托卡耶夫提议将选举门槛从7%降低到5%，该提议后来于2021年5月获得批准实施。这表明，如果阿吾勒党在之后的选举中获得超过5%的得票率将有机会赢得马吉利斯的席位。
2022年9月30日，阿吾勒人民民主爱国党举行第20届非例行代表大会，提名久葛利·岱拉巴耶夫为总统候选人。久葛利·岱拉巴耶夫最终在2022年11月20日的总统大选中，获得71,641张选票，得票率仅占3.42%，不敌时任总统托卡耶夫的81.31%而落败，败选后曾发表讲话对托卡耶夫表示祝贺。

## 参选成绩

### 总统选举
| 选举           | 被提名人            | 得票数量 | 得票率% | 结果 |
| -------------- | ------------------- | -------- | ------- | ---- |
| 2019年总统选举 | 托留泰·拉赫姆别科夫 | 280,451  | 3.04%   | 落选 |
| 2022年总统选举 | 久葛利·岱拉巴耶夫   | 71,641   | 3.42%   | 落选 |

### 马吉利斯选举
| 选举             | 党魁            | 得票数量 | 得票率% | 获得议席数量 | 得票率排名 | 结果       |
| ---------------- | --------------- | -------- | ------- | ------------ | ---------- | ---------- |
| 2004年下议院选举 | 加尼·卡利耶夫   | 82,523   | 1.7%    | 0 / 77       | ▲ 第7名    | 未获得议席 |
| 2007年下议院选举 | 加尼·卡利耶夫   | 89,855   | 1.51%   | 0 / 98       | ▲ 第4名    | 未获得议席 |
| 2012年下议院选举 | 加尼·卡利耶夫   | 82,623   | 1.19%   | 0 / 98       | ▼ 第5名    | 未获得议席 |
| 2016年下议院选举 | 阿里·别克泰耶夫 | 151,285  | 2.01%   | 0 / 98       | ▲ 第4名    | 未获得议席 |
| 2021年下议院选举 | 阿里·别克泰耶夫 | 383,023  | 5.29%   | 0 / 98       | ━ 第4名    | 未获得议席 |
| 2023年下议院选举 | 阿里·别克泰耶夫 | 693,938  | 10.90%  | 8 / 98       | ▲第二名    | 少數黨     |